# Wilhelm Richter (Physiker)
Wilhelm Richter (* 26. Januar 1906 in Duisburg; † 19. September 1978 in Dresden) war ein deutscher Physiker und Hochschullehrer.

## Leben

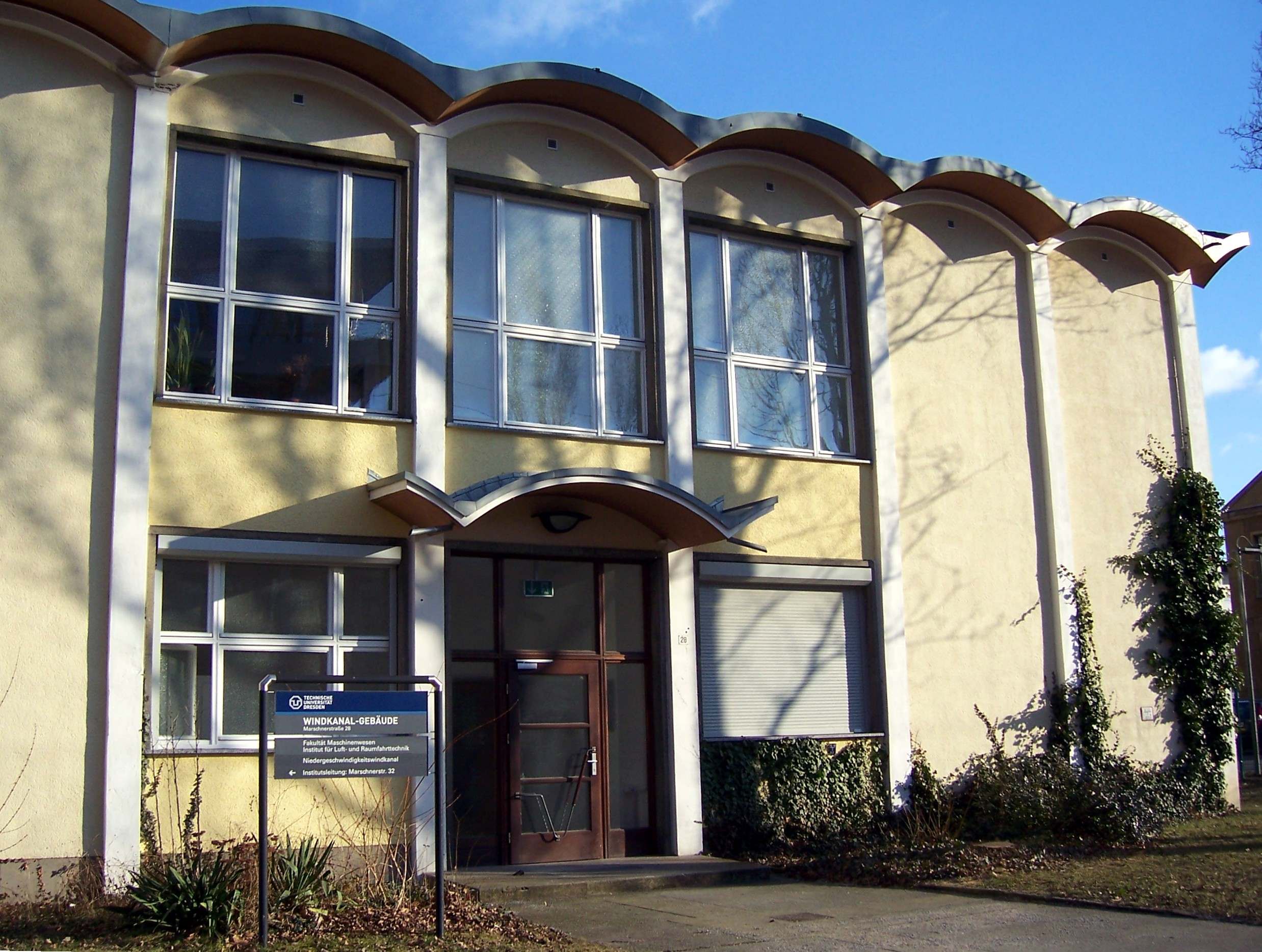
Wilhelm-Richter-Bau der Technischen Universität Dresden

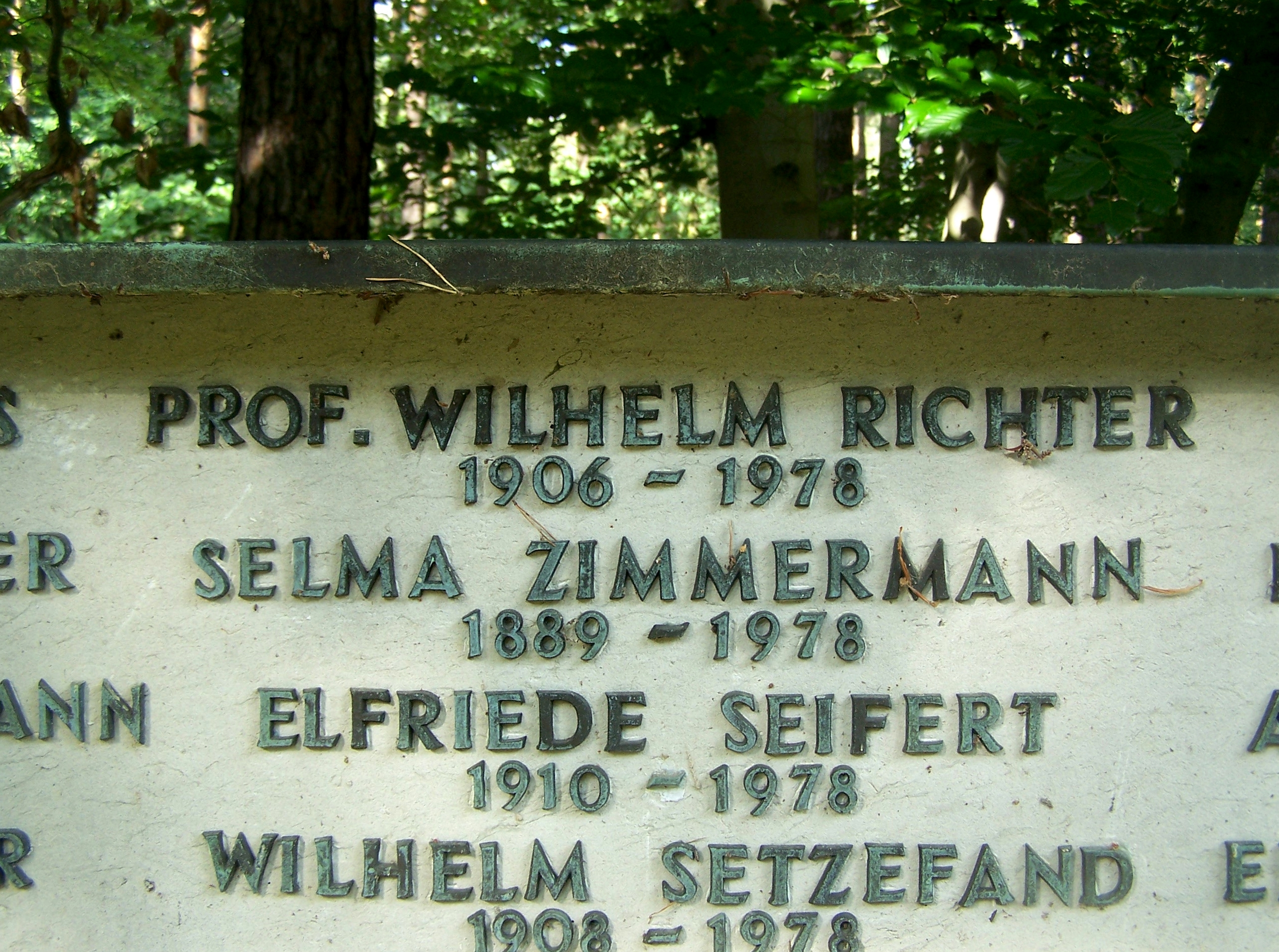
Grab von Wilhelm Richter auf dem Heidefriedhof

Wilhelm Richter wurde 1906 als Sohn eines Kaufmanns in Duisburg geboren. Von 1925 bis 1931 studierte er an der TH München und der TH Berlin-Charlottenburg Physik, wo er nach seinem Diplomabschluss als wissenschaftlicher Assistent arbeitete. Nach seiner Promotion wurde Wilhelm Richter 1932 wissenschaftlicher Mitarbeiter bei der Deutschen Versuchsanstalt für Luftfahrt, die sich in Berlin-Adlershof befand. Wilhelm Richter war ein aktives Mitglied der KPD und wurde 1935 von den Nationalsozialisten verhaftet. Im Jahr 1937 wurde er zu 15 Jahren Zuchthaus verurteilt. Bis zum Ende des Zweiten Weltkriegs saß er im Zuchthaus Brandenburg ein.
Im Jahr 1948 wurde er zunächst Oberassistent am Physikalischen Institut der Bergakademie Freiberg, eine Stelle, die mit einem Lehrauftrag verbunden war. Nach seiner Habilitation im Jahr 1951 berief die TH Dresden Wilhelm Richter 1953 als Direktor an das neugegründete Institut für Angewandte Aerodynamik an der Fakultät Maschinenwesen. Später wurde er zum ersten Dekan der neugegründeten Fakultät für Leichtbau (spätere Fakultät für Luftfahrtwesen) gewählt. Im Jahr 1961 wurde die Fakultät für Luftfahrtwesen aufgelöst und Wilhelm Richter war von da an in der Sektion Energieumwandlung auf dem Gebiet der Wärme- und Stoffübertragung in Strömungen tätig. Im Jahr 1971 wurde Wilhelm Richter emeritiert. Richter übergab den  Fachbereich Wärme- und Stoffübertragung in Strömungen an Hans-Joachim Mascheck, mit dem er schon seit 1951 zusammen arbeitete. 1978 starb Wilhelm Richter in Dresden. Sein Grab befindet sich auf dem dortigen Heidefriedhof.
Ein Jahr nach seinem Tod benannte die Technische Universität Dresden die Windkanalversuchshalle des heutigen Instituts für Luft- und Raumfahrttechnik nach Wilhelm Richter.

## Schriften
- Untersuchungen zum Auffinden von Kohlesäurenestern im Kalibergbau mit geoelektrischen Meßmethoden. Habilitationsschrift. 1951.
- Lehrbuch über Flugmechanik. 1951.
- Flugmechanik. 1959.
- Mitautor: Internationale Bibliographie der Strömungstechnik 1959–1962. 1963